# Carl Friedrich von Pückler-Burghauss
Carl Friedrich von Pückler-Burghauss, född 7 oktober 1886 i Breslau, död 11 maj 1945 i Čimelice, var en tysk greve och SS-Gruppenführer. Han var befälhavare för Waffen-SS i Böhmen-Mähren 1942 och ledde 1943–1944 15. Waffen-Grenadier-Division. Kort efter Tysklands kapitulation i maj 1945 begick von Pückler-Burghauss självmord.